# آرتور کوزنتسوف (بازیکن فوتبال اوکراین)
آرتور کوزنتسوف (اوکراینی: Артур Андрійович Кузнецов؛ زادهٔ ۹ مارس ۱۹۹۵) بازیکن فوتبال اهل اوکراین است.
از باشگاه‌هایی که در آن بازی کرده‌است می‌توان به باشگاه فوتبال متالورگ زاپروژیا و باشگاه فوتبال چورنومورتس اودسا اشاره کرد.
وی همچنین در تیم ملی فوتبال زیر ۲۰ سال اوکراین بازی کرده‌است.